# Ilona Wessner
Ilona Wessner (geb. Ellrich) ist eine deutsche Kriminalbeamtin.

## Leben
Wessner ist für die Polizei Sachsen-Anhalt in Magdeburg tätig, wo sie über einen langen Zeitraum als Kriminalhauptkommissarin in der Präventionsabteilung arbeitete und später als Kriminalrätin die Pressestelle der Polizeiinspektion Magdeburg leitete. Seit 1999 fungiert sie als Expertin für Verbrechen, Betrug und Diebstahl in der Rubrik Tipps gegen Tricks bei hier ab vier bzw. MDR um 4 im Mitteldeutschen Rundfunk. 2004 wurde sie für die Produktion von 50 Episoden der Krimiserie Einsatz für Ellrich, in der sie als Kriminalhauptkommissarin und Teamleiterin der Kölner Kriminalpolizei auftrat, vom Polizeidienst freigestellt.
Wessner ist seit 2009 verheiratet und Mutter einer Tochter und eines Sohnes.

## Filmografie (Auswahl)
- seit 1999: hier ab vier/MDR um 4
- 2004: Das Strafgericht (1 Episode)
- 2004: Einsatz für Ellrich (50 Episoden)
- 2012, 2015: Riverboat
- 2020: Kripo live
- 2020: MDR um 11